# Позитивний зворотний зв'язок

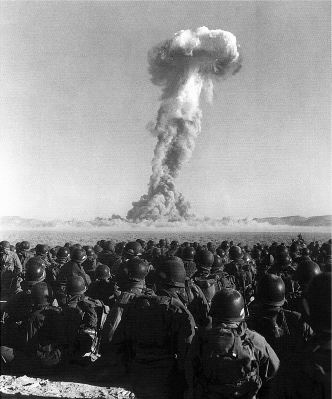
Позитивний зворотний зв'язок в ядерних реакціях призводить до вибуху

Позитивний зворотний зв'язок — тип зворотного зв'язку, який призводить до того, що система у відповідь на збурення діє таким чином, що збільшує величину цього збурення. Тобто «А продукує більше Б, а Б у свою чергу продукує більше А». Навпаки, система, яка відповідає на збурення зменшенням амплітуди цих збурень демонструє негативний зворотний зв'язок. Ці концепції були вперше введені Норбертом Вінером в його роботі з кібернетики в 1948 році.
Позитивний зворотний зв'язок прискорює реакцію системи на зміну вхідного сигналу, тому його використовують у певних ситуаціях, коли потрібна швидка реакція у відповідь на зміну зовнішніх параметрів. У той же час позитивний зворотний зв'язок приводить до нестійкості і виникнення якісно нових систем.
Нелінійний позитивний зворотний зв'язок веде до того, що система починає розвиватися в режимі із загостренням.